# Michal (chanteur)
Pour les articles homonymes, voir Michal.
Cet article concerne le chanteur. Pour le coureur cycliste, voir Michał Kwiatkowski (cyclisme).
Michał Kwiatkowski, connu en France sous le prénom Michal et sous le pseudonyme Self Concept à partir de 2010, est un chanteur franco-polonais, auteur-compositeur-interprète francophone, né le 12 novembre 1983 à Gorzów Wielkopolski (Pologne).

## Biographie
Michał Kwiatkowski naît à Gorzów Wielkopolski, en Pologne, le 12 novembre 1983. Il est le frère aîné du chanteur Dawid Kwiatkowski.
Passionné de musique, il apprend le piano et le chant dans son enfance et passe huit ans au conservatoire, avant de commencer à se présenter à des concours de chant. Après son baccalauréat, il participe à l’émission Une chance vers le succès, sur la chaîne nationale polonaise. Il décide ensuite de se produire à l’étranger : en Ukraine, en Croatie puis en France.
Après avoir participé au concours de la chanson française de Villefranche-de-Rouergue, où il remporte le prix « Voix du Sud », il participe aux rencontres d'Astaffort, où il suit un stage sur le processus de création musicale, parrainé par Francis Cabrel.
Alors qu’il poursuit ses études de lettres modernes et de sciences du langage à La Sorbonne, il s'inscrit au casting de la saison 3 de la Star Academy. Il vend plus d'un million de disques avec ses acolytes, notamment avec la reprise de Gilbert Bécaud Qui a volé l'orange ?, dont il est au centre du clip. Finaliste de l'émission, donné vainqueur dans les premiers votes de la soirée, il s’incline finalement face à Élodie Frégé, avec 49 % des voix. Celle-ci décide de partager la moitié de ses gains avec lui.
Il s'ensuit un premier album solo chez Universal, De l'or et des poussières, qui sort en 2004, porté par le duo avec Élodie Frégé Viens jusqu'à moi et qui rencontre un succès avec une tournée de 30 dates en France, Belgique et Suisse et une résidence d'un mois au Sentier des Halles (Paris). Le single Mon tout, qui est extrait de cet album, lui permet de gagner le prix de la révélation masculine de l'année RFM en 2005.
En 2007, Michal amorce un virage électro-rock avec son deuxième album, All alone with my gueule, enregistré à Londres et réalisé par Pavle Kovacevic, qui reçoit un bon accueil critique. L'album est soutenu par deux concerts au théâtre Dejazet et une nouvelle tournée dans les pays francophones.
Après avoir participé à la Dancing with the Stars: Taniec z gwiazdami, version polonaise de l'émission Danse avec les stars (saison 10, TVN), où il finit demi-finaliste, l'artiste quitte en 2009 sa maison de disques pour créer sa propre structure et sortir un album concept aux influences new wave, sous le pseudonyme « Self Concept ». Avec ce projet, Michal s'amuse d'un anonymat presque retrouvé et enchaîne pendant trois ans les concerts à guichets fermés dans des salles parisiennes comme le Nouveau Casino, le Divan du Monde ou encore la Boule Noire, ainsi qu'une dizaine de dates à travers la France. 
En 2015, utilisant de nouveau le piano, Michal élabore un nouvel album, construit autour de l'œuvre du compositeur et pianiste polonais Frédéric Chopin, mêlant à la fois musique classique et compositions pop. Il déclare alors : « Chopin est pour moi bien plus qu'un grand compositeur. Son œuvre m'a donné envie de faire du piano et a accompagné mes huit années de conservatoire en Pologne. Comme lui, j'ai quitté la Pologne pour Paris il y a douze ans ». Il est soutenu par des organismes culturels tels que la Sacem, le CNV ou encore l'Institut polonais. Après une dizaine de dates à travers la France et une résidence de seize semaines à Paris, l'album Chopin etc. voit le jour avec des collaborations comme celles d’Élodie Frégé ou d'Emmanuel Tugny pour les textes. Dans cet album mêlant pop et musique classique, Michal adapte l'œuvre de Chopin à travers douze titres connus ou originaux.
Il épouse en 2017 son compagnon depuis trois ans, le journaliste Maxim Assenza, à Paris. Leur divorce est annoncé à la fin de l’année 2019.

## Discographie

### Albums

#### au sein deStar Academy 3
- 2003 : Star Academy fait sa bamba !
- 2003 : Star Academy chante Elton John
- 2003 : Star Academy 3 : l'intégrale
- 2003 : Star Academy 3 : les meilleurs moments

#### en solo
- 2004 : De l'or et des poussières (22e en France, 22e en Belgique)
- 2007 : All alone with my gueule (85e en France)
- 2010 : What's your name ?
- 2014 : Chopin, etc. avec Emmanuel Tugny
- 2016 : Cicha Noc / Douce Nuit
- 2021 : Mon Academy, etc.
- 2023 : MK*40

### Singles
- 2004 : Tu mets de l'or (12e en Belgique, 18e en France, 69e en Suisse)
- 2004 : Viens jusqu'à moi en duo avec Élodie Frégé (5e en Belgique, 8e en France, 30e en Suisse)
- 2004 : Deauville (single promo)
- 2005 : Mon tout (40e en Belgique, 50e en France)
- 2006 : All alone with your gueule (68e en France)
- 2007 : Ça
- 2010 : Self Concept - Too strange  (EP What's your name)
- 2011 : Self Concept - You are the last
- 2012 : Self Concept - Sinner
- 2014 : Mon âme
- 2014 : Cicha Noc / Douce nuit
- 2015 : Mama
- 2016 : On s'en va
- 2016 : Vive le vent
- 2019 : Amoureux
- 2020 : Love You feat. Zanarelli
- 2022 : L'Amour de mon père
- 2022 : Hello
- 2023 : Je m'accroche

## Distinctions
- 2005 : 
  - Étoile Chérie FM : révélation de l'année ;
  - Étoile Chérie FM : révélation masculine de l'année.

- 2013 :
  - Buzz Awards 2013 : meilleur artiste masculin.